# Lanterne des morts d'Estivareilles
La lanterne des morts, ou lampier, d'Estivareilles est une lanterne des morts située à Estivareilles, en France.

## Localisation
La lanterne des morts est située sur la commune d'Estivareilles, dans le département français de l'Allier, à une dizaine de kilomètres au nord de Montluçon. Elle se trouve sur la place du village et, désignée localement sous le nom de lampier, elle a donné son nom à celle-ci : place du Lampier.

## Historique
L'édifice est classé au titre des monuments historiques en 1928.